# Dramatic School
 Dramatic School és una pel·lícula estatunidenca dirigida per Robert B. Sinclair, estrenada el 1938.

## Argument
En aquesta pel·lícula, l'estudianta Louise (Luise Rainer) va a l'escola dramàtica de París mentre que treballa en una feina avorria en una fàbrica. Els seus companys comencen a sospitar que les seves històries d'una vida luxosa són les fantasies justes que ella teixeix per aguantar la seva vida monòtona.

## Repartiment
- Luise Rainer: Louise Mauban
- Paulette Goddard: Nana
- Alan Marshal: Marquès André D'Abbencourt
- Lana Turner: Mado
- Genevieve Tobin: Gina Bertier
- John Hubbard: Fleury
- Henry Stephenson: Pasquel Sr.
- Gale Sondergaard: Madame Thérése Charlot
- Melville Cooper: Boulin
- Erik Rhodes: Georges Mounier
- Virginia Grey: Simone
- Ann Rutherford: Yvonne
- Hans Conried: Ramy
- Rand Brooks: Pasquel Jr.
- Jean Chatburn: Mimi
- Marie Blake: Annette
- Margaret Dumont: La professora de pantomima
- Frank Puglia: Alphonse

I, entre els actors que no surten als crèdits :
- Pedro de Cordoba: LeMaistre, a Jeanne d'Arc
- Ona Munson: Una estudiant

## Galeria

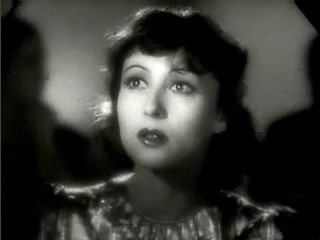
Luise Rainer
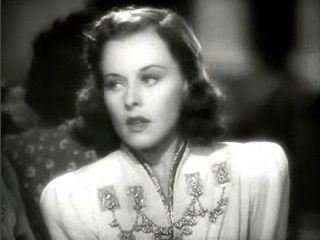
Paulette Goddard
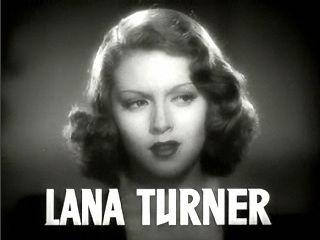
Lana Turner
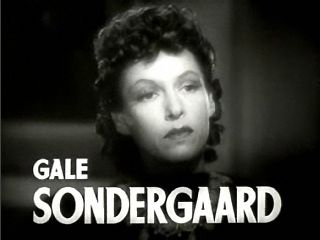
Gale Sondergaard